# 兵庫県立氷上西高等学校
兵庫県立氷上西高等学校（ひょうごけんりつ ひかみにしこうとうがっこう）は、兵庫県丹波市にある公立高等学校。

## 概要
現在は定員1学年1学級（40名）の、山間部にある小規模校である。近年は定員割れが続いたため存廃が検討された結果、「丹波に根ざし 明日の丹波を担う生徒を育成する」との理念のもと、丹波市立青垣中学校・丹波市立氷上中学校との連携型中高一貫教育を平成24年度から導入することになった。これに伴い、丹有学区から全県学区へと変更になり、一般入試に先立って青垣中・氷上中の生徒を対象とする推薦入試が行われる。募集定員の割合は推薦入試75%、一般入試25%である。

## 沿革
- 1948年 - 兵庫県立柏原高等学校佐治分校として開校。
- 1962年 - 青垣分校と改称。
- 1976年 - 独立し現校名となる。
- 2011年 - NIE（新聞活用学習）実践指定校となる。
- 2012年 - 連携型中高一貫教育校となる。

## 学科
- 全日制普通科
1年生は全員共通の課程、2年生より各自の進路等に合わせたA~Cの3類型に分かれる。

## 部活動
2023年秋に、兵庫県の県立高校としては初のeスポーツ部が創部された。
- 硬式野球部
- ソフトテニス部
- ライフル射撃部
- ダンス部
- バスケットボール部
- 陸上競技部
- eスポーツ部
- まちづくり部
- コンピュータ部
- 美術部
- 茶華道部
- 佐治川太鼓部
- ギター部
- 吹奏楽部

## 著名な出身者
- 橋本亮馬（元野球選手）